# Port d'Arenys
El port d'Arenys és un dels més importants de la costa catalana i del Maresme. És l'exemple més evident de la llarga història i tradició marinera de la vila d'Arenys de Mar. La pesca i tota la indústria que es crea a l'entorn del port mouen gran part de l'activitat econòmica de la població. El port concentra gairebé tota la flota pesquera de la comarca. La subhasta del peix que té lloc cada tarda quan tornen els quillats i les barques és un espectacle pintoresc que atrau molts visitants. El peix que surt de la llotja d'Arenys és valorat a tot Catalunya, sobretot les gambes. Els restauradors locals i el consistori celebren, durant la tardor, un certamen gastronòmic, el Calamarenys, que té com a principal protagonista el calamar d'Arenys.
El port té un gran espai dedicat a les embarcacions esportives amb gran quantitat d'amarratges. Durant l'estiu molts velers hi fan estada en les seves singladures mediterrànies. Les drassanes continuen sent una important indústria local.
El port de pesca i esportiu està situat a llevant de la vila, davant la muntanya del Mal temps, en construir-se, es va destruir una gran part de la platja. Actualment el moll té dos braços, el de llevant, el més llarg, 830 metres d'extensió, i el de ponent, de 480 metres. És un dels ports de pesca i esportius de més relleu de la costa oriental catalana.

## Història

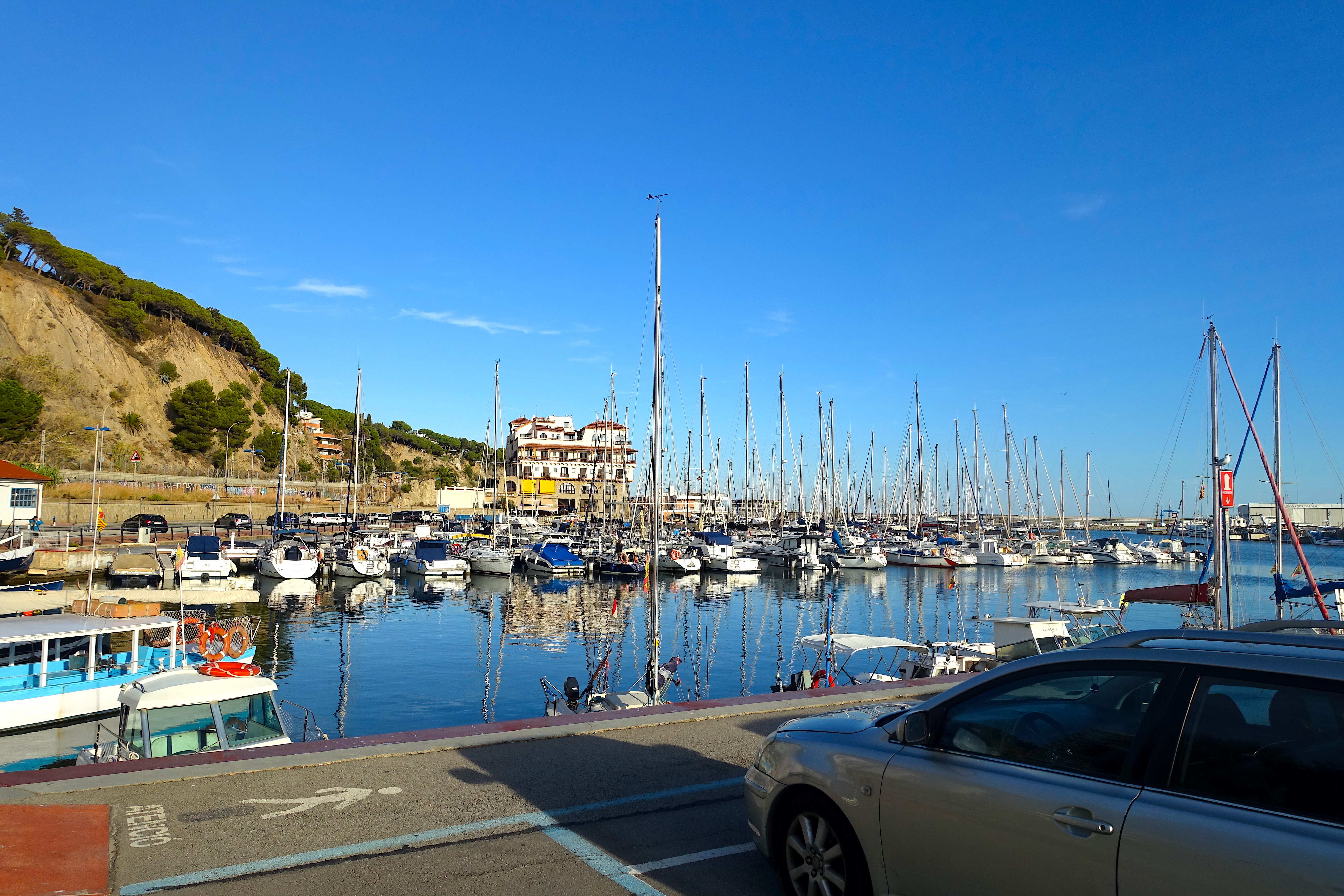
Port D'Arenys de Mar

El port de refugi havia estat desitjat durant llarg temps per la gent d'Arenys de Mar, des de 1786, que a través del gremi de Sant Elm, havien proposat al govern que es fes un port, aprofitant els esculls del Portinyol. L'any 1917 fou concedida l'autorització per a la realització del port. El projecte, signat per l'enginyer Josep Maria Ortega el 16 de setembre de 1920 i posat a subhasta el 1922 fou adjudicat al constructor arenyenc Francesc Solé i Miró (En València). El projecte va tenir molts entrebancs provinents de la pedrera de Can Bellsoleil d'Arenys de Munt i eren transportades amb vagonetes, per mitjà d'una petita via fèrria estesa al llarg de la riera. Fou acabat el 4 d'abril de 1961.

## Els falutxos d'Arenys de Mar
En l'època de la construcció naval de fusta hi havia drassanes a l'aire lliure en moltes viles costaneres. Les d'Arenys de Mar tingueren una fama especial. L'expert en pesca Antonio Sáñez Reguart ("Diccionario histórico de los artes de la pesca nacional
por el comisario real de guerra de marina don Antonio Sañez Reguart"), citava expressament una certa mena de llaguts d'Arenys insinuant que serien l'origen de la denominació castellana de “faluchos” quan foren rebatejats a les costes andaluses. Aquells llaguts d'Arenys es construïen per a anar a pescar a Andalusia. D'antuvi només anaven amb una vela llatina única i, quan varen aparellar arbre de mitjana, mantingueren el nom foraster (“falutxo”, falutx) i adoptaren el de barca de mitjana a Catalunya.
Els llaguts-falutxos d´Arenys de Mar tenien uns 11 metres d'eslora i anaven equipats amb 3 parells de rems de 25 pams cadascun (1 pam= 21 cm aproximadament). Les dimensions dels rems van associades al desplaçament de l'embarcació. En la barca de mitjana de la narració de Joaquim Ruyra (“El rem de trenta-quatre”) el protagonista del relat és un rem de trenta-quatre pams.